# A Luta do Século
A Luta do Século é um documentário brasileiro dirigido pelo cineasta baiano Sérgio Machado que conta a história da maior rivalidade da história do boxe brasileiro, entre os pugilistas Luciano Todo Duro e Reginaldo Holyfield.
O filme foi exibido pela primeira vez no dia 10 de outubro de 2016, no Festival do Rio.

## O filme

### Sinopse
| “ | O documentário narra a trajetória dos pugilistas Reginaldo Holyfield e Luciano Todo Duro, que encontraram no boxe uma maneira de escapar da miséria e se tornaram dois dos maiores ídolos do esporte no Nordeste. Nos anos 1990, a rivalidade entre eles colocou Bahia e Pernambuco em pé de guerra. Durante mais de 20 anos, os dois se odiaram tanto que não podiam dividir o mesmo espaço sem se agredir. Eles se enfrentaram seis vezes, com três vitórias para cada lado. Durante as filmagens, os inimigos, já com mais de 50 anos, resolveram se enfrentar pela última vez. | ” |

### Antecedentes
Desde 2014, a produtora baiana Ondina Filmes iniciou filmagens sobre a história da rivalidade entre os pugilistas. Não se cogitava uma sétima luta. A surpresa pela vontade dos boxeadores, que estavam aposentados, em lutar, motivou os produtores a também gravar os bastidores antes do duelo.
Em abril de 2015, na época da assinatura de contrato para luta desempate que será contada neste documentário, os rivais chegaram a fazer uma prévia do embate. A confusão começou após Todo Duro entregar uma coroa de flores a Holyfield, com os dizeres "Holyfield "estraçaiado" e sepultado junto com o boxe baiano, saudades eternas, de seu pai Todo Duro e dos pernambucanos", e tentar acertar um soco no inimigo. Durante a briga, Holyfield acabou abrindo o corte que levou após uma briga com ambulantes no centro de Salvador.

#### A luta
Cinco mil pessoas lotaram o Clube Português, da cidade de Recife, para acompanhar o embate. De um lado, representando o Recife, Luciano Todo Duro Torres, 50 anos; do outro, Reginaldo Holyfield, 49, representante da Bahia..
Rivais nas décadas de 1980 e 1990, eles voltaram a se enfrentar, após 11 anos desde a última luta. O confronto ocorreu no dia 11 de Agosto de 2015.
Durante a luta, a hashtag "#LutaDoSéculo" ficou entre os trending topics do Recife.
O combate deixou claro, além do nefasto efeito do tempo em ambos, a diferença de estratégia: enquanto Holyfield procurava ocupar o centro do ringue e dar socos mais fortes, Todo Duro se deslocava com maior desenvoltura, acertando o baiano em mais oportunidades.
Por motivos óbvios, os lutadores mostraram dificuldade de lançar pelo menos três golpes em sequência. O duelo foi repleto de clinches, também para surpresa de ninguém.
Um dado curioso foi que nenhum intervalo respeitou o limite de um minuto – o mais rápido durou 20 segundos a mais.
No 1ª round, Holyfield chegou a derrubar Todo Duro, porém o pernambucano mostrava mais velocidade nos deslocamentos em cima do quadrilátero, qualidade que fez a diferença nos rounds seguintes. Holyfield sentiu a perda de peso e não aguentou o ritmo imposto por Todo Duro. O baiano, inclusive, foi punido com a perda de dois pontos por deixar cair o protetor bucal de forma proposital para que pudesse recuperar o fôlego.
O terceiro round foi movimentado, com Todo Duro balançando o rival em três oportunidades, mas sofreu uma retaliação que quase o mandou a knockdown.
No quarto, o baiano chegou a cair depois de se desequilibrar ao socar o vento. O ritmo caiu vertiginosamente, com direito a lutador cuspindo o protetor para ganhar tempo para respirar. Ele foi punido com a perda de dois pontos por deixar cair o protetor bucal de forma proposital para que pudesse recuperar o fôlego.
Após a vitória anunciada em favor de “Todo Duro” a torcida local que apoiava o pernambucano comemorou muito e o ringue acabou caindo. Felizmente, ninguém saiu ferido.

### Prêmios e indicações
| Ano  | Prêmio                        | Indicação           | Resultado | Ref.  |
| ---- | ----------------------------- | ------------------- | --------- | ----- |
| 2016 | 18º Festival de Cinema do Rio | Melhor Documentário | Venceu    | [ 9 ] |